# Chaetophthalmus longimentum
Chaetophthalmus longimentum là một loài ruồi trong họ Tachinidae.